# Шкалов, Владимир Дмитриевич
Владимир Дмитриевич Шкалов (3 апреля 1957, Единка, Приморский край — 28 августа 2023) — советский самбист и дзюдоист, чемпион и призёр чемпионатов СССР по самбо, чемпион Европы и мира по самбо, призёр чемпионатов СССР по дзюдо, чемпион Спартакиады народов СССР по самбо, Заслуженный мастер спорта СССР, подполковник военной прокуратуры, вице-президент Федерации дзюдо России.

## Спортивные результаты

### Самбо
- Чемпионат СССР по самбо 1976 года — ;
- Борьба самбо на летней Спартакиаде народов СССР 1979 года — ;
- Чемпионат СССР по самбо 1980 года — ;
- Чемпионат СССР по самбо 1982 года — ;
- Самбо на летней Спартакиаде народов СССР 1983 года — ;
- Чемпионат СССР по самбо 1984 года — ;
- Чемпионат СССР по самбо 1985 года — ;
- Чемпионат СССР по самбо 1986 года — ;
- Чемпионат СССР по самбо 1987 года — ;
- Чемпионат СССР по самбо 1988 года — ;
- Чемпионат СССР по самбо 1989 года — .

### Дзюдо
- Чемпионат СССР по дзюдо 1977 года — ;
- Чемпионат СССР по дзюдо 1980 года — ;
- Чемпионат СССР по дзюдо 1984 года — ;
- Чемпионат СССР по дзюдо 1985 года — .

## Признание
- В 2010 году в Алтайском крае была открыта детско-юношеская спортивная школа по самбо и дзюдо имени Владимира Шкалова;
- В Барнауле проводится ежегодный фестиваль дзюдо имени Владимира Шкалова.